# Чазон (юг уезда Намчами)
Чазон (вьет. Trà Don) — община на юге уезда Намчами, провинция Куангнам, Вьетнам.

## География
Община Чазон имеет площадь 75,20 км². Рельеф преимущественно холмистый или горный, большое количество рек и ручьёв.

## Административный состав
В общине три деревни — 1, 2 и 3 — с приблизительно равным населением. Администрация общины находится в деревне 2.

## Население
Численность населения в 2019 году — 2324 чел. Основное население — седанги (кадонг).

## Экономика
Из 538 домохозяйств 404 — бедные. Наблюдаются случаи голода.
Основу экономики составляет сельское хозяйство, под которое используется 48% территории общины. Основная культура — рис, как на террасных полях с одним урожаем в год, так и на заливных. Возводятся и ремонтируются ирригационные сооружения, ежегодно рекультивируется 5-7 га заливных полей. Также в общине выращивают корицу Чами, акацию, бананы; разводят свиней, коров, коз (в общем более 3000 голов скота). Около 700 га территории заняты лесным хозяйством.

## Инфраструктура
Во все три деревни ведут автомобильные дороги, в двух есть электричество. Есть детский сад и две школы. Около половины жителей проживают в зоне покрытия сотового оператора Viettel, в деревне 1 есть радиовещательная станция.